# Sagar Pawan
«Сагар Паван» (Санскрит सागर पवन, морской бриз) — авиационная пилотажная группа ВМС Индии. Была создана в 2003 году, базируется на авиабазе Даболим, штат Гоа. Группа летает на девяти учебных самолётах HAL Kiran отечественного производства. Авиационная группа «Сагар Паван», наряду с американской «Голубые Ангелы», является одной из двух пилотажных групп в мире представляющих Военно-морские силы страны.

## Инциденты
3 марта 2010 года во время авиашоу в индийском Хайдарабаде самолёт группы «Сагар Паван» потерпел катастрофу. Погибли два лётчика эскадрильи.